# Amirchik
Амирхан Батабаев (род. 20 октября 2003, Учхоз, Чуйская область, Кыргызстан), более известный под сценическим псевдонимом Amirchik, — киргизский и российский певец, музыкант, автор песен, видеоблогер, тиктокер, ставшим известным благодаря музыкальному синглу «Эта любовь», за которое впоследствии стал обладателем платинового диска.

## Биография

### Ранние годы
Батабаев родился 20 октября 2003 года в селе Садовое Чуйской области, в пригороде Бишкека, столицы Кыргызстана, в семье консультанта-продавца (мать) и строителя (отец). У него есть старший брат. После девятого класса Батабаев поступил в колледж. Отец взял его на два месяца на стройку во время пандемии, и на заработанные деньги Батабаев установил себе брекеты.
Батабаев с детства интересовался музыкой, но из-за отсутствия музыкальной школы в его родном селе получить профессиональное образование не смог. Занимался самообразованием с помощью уроков на YouTube и начал записывать ролики, в которых играл на гитаре и исполнял собственные песни.
Батабаев получил известность благодаря TikTok, где его никнейм стал его сценическим псевдонимом, поскольку имя уже было занято. Первые акустические каверы на популярные песни он снимал на смартфон жены брата, используя гитару, одолженную другом. Его видео нашли отклик у миллионов зрителей. Видео «Эта любовь» собрало более 500 тысяч роликов. Успех вдохновил его продолжать карьеру, хотя он не любит, когда его называют тик-токером, предпочитая определение «артист».
Популярность Батабаева перешагнула границы TikTok после выхода трека «Улетаю прочь», вошедшего в топ-100 чарта VK и топ-200 Apple Music. В 17 лет он приехал в Москву по приглашению музыканта и продюсера Bahh Tee, где познакомился с известными исполнителями и решил остаться, чтобы продолжить сольную карьеру. В это время он начал сотрудничество с Alex Davia, молдавским композитором и продюсером, заключив контракт.
В 2021 году Батабаев переехал в Москву и продолжил музыкальную карьеру. У Батабаев есть только среднее образование, он также не получил формального музыкального образования, изучая нотную грамоту самостоятельно. Несколько месяцев посещал подготовительные курсы в театральном институте имени Бориса Щукина, но решил не продолжать обучение.

## Чарты
| Чарт (2023)            | Высшая позиция |
| ---------------------- | -------------- |
| Мир (Top Hit Radio)    | 77             |
| Россия (YouTube Music) | 14             |

## Дискография

### EP
| Название            | Информация                                                                   | Примечание |
| ------------------- | ---------------------------------------------------------------------------- | --- |
| 20                  | - Релиз: 13 октября 2023 - Лейбл: Davia Music - Формат: Цифровая дистрибуция | \| № \| Название \| Длительность \| \| ------------------- \| ------------------- \| ------------ \| \| 1. \| «ЗвОнишь» \| 2:35 \| \| 2. \| «Карусель» \| 2:26 \| \| 3. \| «Ла-ла-ла» \| 2:16 \| \| 4. \| «Патрон» \| 3:00 \| \| 5. \| «Ну и пусть» \| 2:29 \| \| 6. \| «Хватит» \| 2:30 \| \| Общая длительность: \| Общая длительность: \| 15 минут \| |
| №                   | Название                                                                     | Длительность |
| 1.                  | «ЗвОнишь»                                                                    | 2:35 |
| 2.                  | «Карусель»                                                                   | 2:26 |
| 3.                  | «Ла-ла-ла»                                                                   | 2:16 |
| 4.                  | «Патрон»                                                                     | 3:00 |
| 5.                  | «Ну и пусть»                                                                 | 2:29 |
| 6.                  | «Хватит»                                                                     | 2:30 |
| Общая длительность: | Общая длительность:                                                          | 15 минут |

### Синглы
| Год  | Название                                       |
| ---- | ---------------------------------------------- |
| 2021 | «Улетаю прочь»                                 |
| 2021 | «Улетаю прочь (Filatov Remix)»                 |
| 2021 | «На твоих губах»                               |
| 2021 | «Не домой (feat. Мари Краймбрери)»             |
| 2022 | «Плакала»                                      |
| 2022 | «Девочка-весна»                                |
| 2022 | «Луна»                                         |
| 2022 | «Эта любовь»                                   |
| 2022 | «Чистый кайф»                                  |
| 2022 | «Эта любовь (D.Anuchin Remix)»                 |
| 2022 | «Cinta Ini (D.Anuchin Remix)»                  |
| 2022 | «Не верю»                                      |
| 2022 | «What If»                                      |
| 2022 | «Минимум раз»                                  |
| 2022 | «Love Is»                                      |
| 2022 | «Эта любовь (New Year Version)»                |
| 2023 | «WHAT IF (Cosmo & Skoro Remix)»                |
| 2023 | «What If (Romantic Version by ALEX DAVIA)»     |
| 2023 | «Молчание (Cosmo & Skoro Remix)»               |
| 2023 | «Молчание»                                     |
| 2023 | «Эта любовь (Cosmo & Skoro Remix)»             |
| 2023 | «LIKE I LOVE YOU (feat. Мот)»                  |
| 2023 | «Das ist Love»                                 |
| 2023 | «Либо люби»                                    |
| 2023 | «Love is 중독»                                 |
| 2023 | «Мысли в голове»                               |
| 2023 | «Снова-снова (feat. Milana Star)»              |
| 2023 | «Песня для мамы»                               |
| 2023 | «Снова-снова (New Year Version)»               |
| 2023 | «Розовый вечер» (кавер на песню Юрия Шатунова) |
| 2024 | «Космос»                                       |
| 2024 | «ДА! (feat. Filatov & Karas, Жасмин)»          |
| 2024 | «Чай? Кофе? Потанцуем?»                        |
| 2024 | «Кандай»                                       |
| 2025 | «Тройка»                                       |
| 2025 | «Весна»                                        |
| 2025 | «Волна»                                        |
| 2025 | «Не верю (Harddope & PHURS Remix)»             |
| 2025 | «Ну зачем (feat. Руки Вверх!)»                 |
| 2025 | «Неуловимая (feat. Женя Лизогуб)»              |